# Google Drawings
O Google Drawings (Desenhos do Google) é um software de diagramação incluído como parte do pacote gratuito de Editores de Documentos Google baseado na Web oferecido pelo Google. O serviço também inclui Google Docs, Google Sheets, Google Slides, Google Forms, Google Sites e Google Keep. O Google Drawings está disponível como um aplicativo da web e como um aplicativo de desktop no Chrome OS do Google. O aplicativo permite que os usuários criem e editem fluxogramas, organogramas, wireframes de sites, mapas mentais, mapas conceituais e outros tipos de diagramas online enquanto colaboram com outros usuários em tempo real.
Permite importar imagens do computador ou da Web, bem como inserir formas, setas, rabiscos e texto de modelos predefinidos. Os objetos podem ser movidos, redimensionados e girados. O software também permite a edição básica de imagens, incluindo recorte, aplicação de máscaras e adição de bordas. Outros recursos incluem o layout preciso de desenhos com guias de alinhamento, ajuste à grade e distribuição automática. Ao contrário de muitos outros softwares do pacote Google Docs Editors, o Google Drawings não tem sua própria página dedicada, pois visitar o URL do Google Drawings cria um novo documento. 
Os desenhos podem ser inseridos em outros documentos, planilhas ou apresentações do Google. Eles também podem ser publicados online como imagens ou baixados em formatos padrão como JPEG, SVG, PNG ou PDF.

## História
O Google Drawings foi originalmente apresentado em 12 de abril de 2010, como Google Docs Drawings.
Em 1º de agosto de 2011, o Google anunciou que os usuários poderiam copiar e colar elementos gráficos entre diferentes Google Drawings.
Em 7 de janeiro de 2019, o Google adicionou incorporações de arquivos do Desenhos Google ao Google Docs.
Em 2025, o Desenhos Google muda o logotipo.